# Alisterus
Alisterus es un género de aves psitaciformes perteneciente a la familia de Psittaculidae. Lo componen tres especies nativas de Australasia.

## Especies
- Papagayo australiano (Alisterus scapularis) - Norte y este de Australia.
- Papagayo papú (Alisterus chloropterus) - Nueva Guinea.
- Papagayo moluqueño (Alisterus amboinensis) - Molucas, islas Sula, islas Banggai y oeste de Nueva Guinea.